# Fylingthorpe
Fylingthorpe – wieś w Anglii, w North Yorkshire. Leży na terenie parku narodowego North York Moors, 19 km od miasta Scarborough, 63,1 km od miasta York i 325,9 km od Londynu. Fylingthorpe jest wspomniana w Domesday Book (1086) jako Nortfigelinge.